# Kaczka dziwaczka
Kaczka dziwaczka – wiersz Jana Brzechwy oraz imię jego bohaterki. Opublikowany został po raz pierwszy w 1939 roku. Kaczka-dziwaczka cechowała się niecodziennym zachowaniem i wyglądem (m.in. znosiła jaja na twardo i miała czubek z kokardą).

## Nawiązania
Tekst utworu został wykorzystany w piosence Kaczka dziwaczka z filmu Akademia Pana Kleksa z 1983 roku.

## Tłumaczenia na języki obce
Wiersz został przełożony na język angielski pod tytułem Dotty Duck (tłum. Hilda Andrews-Rusiecka).